# Eric Troyer
Eric Troyer (ur. 10 kwietnia 1949 w Elkhart w stanie Indiana) – amerykański piosenkarz, keyboardzista i kompozytor.
Jest członkiem zespołu ELO Part II, który w 2000 roku zmienił nazwę na The Orchestra. Został on do niego ściągnięty w 1990 roku przez założyciela zespołu, czyli perkusistę Beva Bevana (były członek zespołu Electric Light Orchestra).
Pracował jako muzyk sesyjny oraz śpiewał w chórkach u m.in. Johna Lenona (album Double Fantasy] [1980]), Bonnie Tyler (piosenka "Total Eclipse Of The Heart"), Meat Loafa, Jamesa Taylora, Carly Simon, Billy'ego Joela (album An Innocent Man [1983]), Juliana Lennona, Céline Dion.
W połowie lat 70. ukazał się w USA i Australii singel "Mirage", który odniósł drobny sukces. Wydał solową płytę Model Citizen.